# 유지형
유지형(1948년 ~ )은 대한민국의 영화 감독, 시나리오 작가이다.

## 생애
서울 종로에서 태어났다. 이만희 감독의 영화를 열렬히 좋아했고, 이 감독의 최종 학력이 고졸이라는 사실에 자극받아 고교를 졸업하자마자 18세 때 충무로에 뛰어들었다. 이만희 감독의 말기 작품에서 조감독을 맡았다. 이 감독이 세상을 떠난 뒤에는 시나리오 작가로 전향했다.

## 작품

### 감독
- 1987년 됴화
- 1994년 사라는 유죄

### 각본
- 1981년 연분홍치마
- 1995년 금홍아 금홍아
- 1995년 매춘6
- 2005년 초승달과 밤배

## 저서
- 2005년 《영화감독 이만희》
- 2006년 《24년간의 대화 - 김기영 감독 인터뷰집》